# Pauselijke Romeinse Academie voor Archeologie

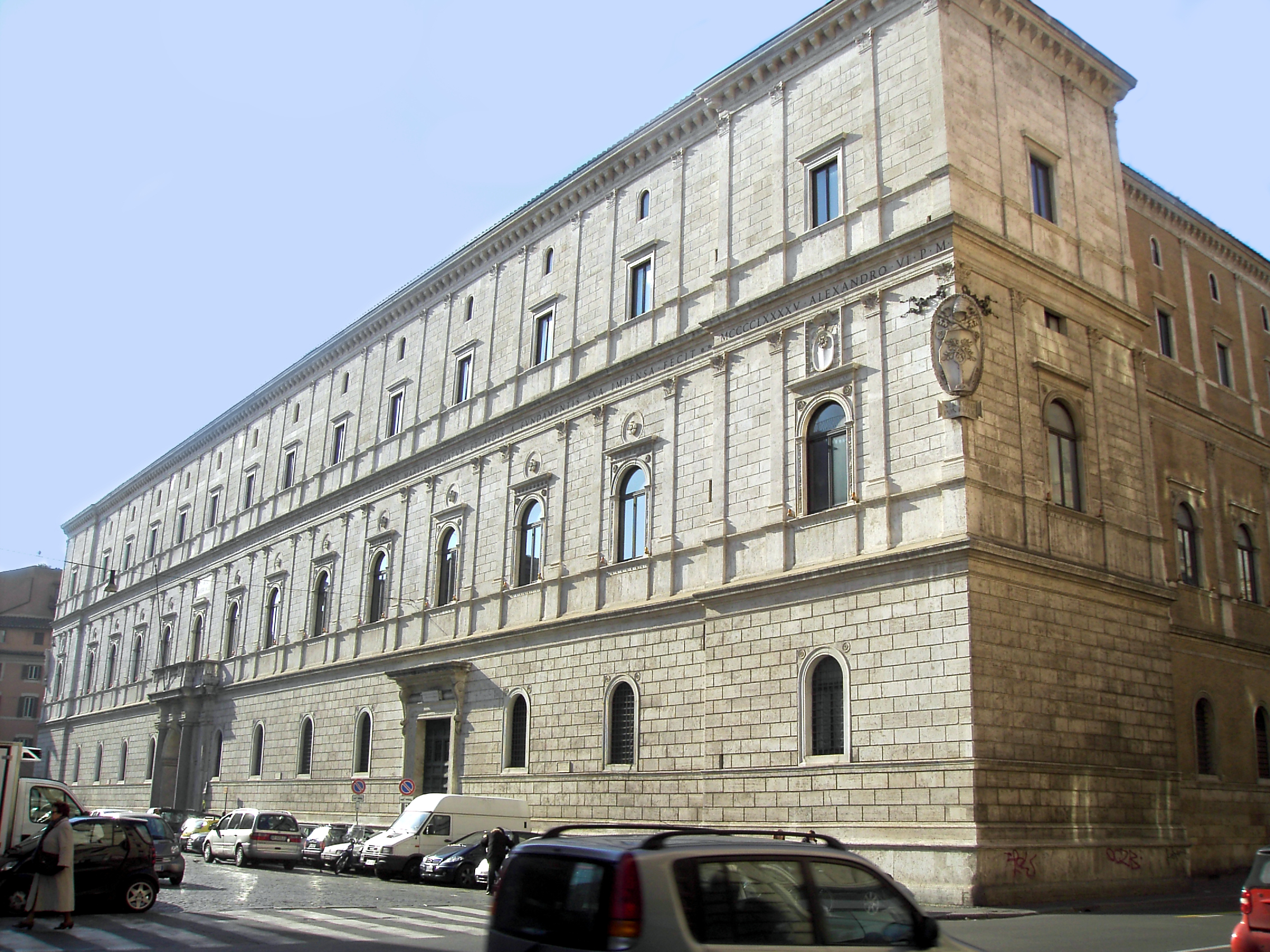
Palazzo della Cancelleria, waar de academie gehuisvest is

De Pauselijke Romeinse Academie voor Archeologie (Italiaans: Pontifcia Accademia Romana di Archeologia) is een Pauselijke Academie. De academie werd in 1810 door Pomponio Leto opgericht als opvolger van de Academie voor het Antieke Rome die in 1740 door paus Benedictus XIV werd gesticht. In 1829 verleende paus Pius VIII de academie het predicaat pauselijk. 
De Academie heeft tot doel de bestudering van de archeologie en kunstgeschiedenis van Rome in de oudheid en de middeleeuwen. In het bijzonder richt de zorg van de academie zich op de archeologische monumenten en artefacten die ressorteren onder de Heilige Stoel. De Academie wil bijdragen aan de kennis over de ontwikkeling van de Romeinse cultuur door middel van het organiseren van congressen en het uitgeven van publicaties. 
De Academie heeft 140 leden, waarvan 20 ereleden, 40 gewone leden en 80 correspondenten. Dott. Maurizio Sannibale is president van de Academie.